# 義親
義親（ぎしん）は、生物学的な親である実親（じっしん）に対して、社会的な、家族制度上の、あるいは法律上の親のことを言う。具体的には、配偶者の親、養親、親の配偶者（継親）などを言う。
一般には「義理の親」、「法律上の親(-in-law)」とも呼ばれる。

## 概要

### 実親
義親は、実親に対する概念である。一方で生物学的な親とされる実親であっても、なお、当該社会における家族制度などに左右され、生物学上の親とは一致しない場合がしばしばある。
なお、一般の用法上は、嫡出子であると非嫡出子であるとを問わず、実親・実子の関係となる。また生物学上の関係は問題にされない。

#### 嫡出
例として日本の現行民法（2021年）では、婚姻中の女性が懐胎した子はその夫の子と推定する（婚姻の解消等の日から300日以内に出生した子は前夫の子と推定する）嫡出推定（民772条）が規定されている。嫡出推定には生物学的証明は必要とされず、生物学的関係に関わらず、懐胎当時の夫婦と当該子との関係は、原則として実親・実子とされる。嫡出推定の例外は、次の場合がある。
- 婚姻前に懐胎し、婚姻後に出産した子の扱い
  - 婚姻後200日以内に出生した子につき母が非嫡出子として出生届を提出した場合（母の非嫡出子となる）
  - 婚姻後200日以内に出生した子につき嫡出子として出生届を提出した場合は、前婚が無く、または前婚の解消等の日から301日以降に出生した子であれば、嫡出推定によらず当然に嫡出子の身分を得る[1]
- 妻が懐胎した時期に夫が出征、収監、行方不明、長期の別居（婚姻関係の破綻に準じる）などの状態であり[2]、外観的に婚姻の実態が無い情況における懐胎と判断される場合[1]

日本民法では嫡出推定は厳格に適用され、嫡出推定を覆すためには、夫が子の出生（妻の分娩）を知った時から1年以内に提起し、かつ、嫡出否認の審判または判決が確定する事を必要とする。嫡出否認の判決等が確定をみない場合は、嫡出推定を受けている子は出生から当然に嫡出子と推定される。
嫡出否認の認容にも次のような制限がある（確定判例等）。
- 子が既に出生し、かつ、既に死亡していないこと。
- 出生後に承認をしていないこと[3]。
- 血液型鑑定またはDNA鑑定により生物学的な血縁関係が無いこと（第三者との血縁関係があること）が推定される場合であっても、その事実だけを以て嫡出否認はできない（確定判例）[4]

#### 認知など
嫡出の効力が及ばない子（非嫡出子）については、その父が認知することにより、その父の嫡出子としての身分を得る。
一方、嫡出否認が認容され、認知もされない場合には、その父と子の間では、民法上の親子関係は否定される。
母子関係は懐胎と続く出生により当然に母と子の親子関係が推定されるが（確定判例）、稀に出生時のトラブル（嬰児の遺棄、自己分娩、赤ちゃんの取り違え、出生届不提出など）により生物学上の母子関係が異なり、あるいは無戸籍児の場合がある。

### 義親
実親に対し、義親は社会的な、家族制度上の、あるいは法律上の親のことであり、配偶者の親、養親、親の配偶者（継親）などがある。そのため対象者より年上であるとは限らない。男性である義親のことを義父（ぎふ）といい、女性である義親を義母（ぎぼ）という。
義親の種類や呼び名には以下の例がある。
- 配偶者の親
  - 義親、義父（舅、岳父）、義母（姑、岳母）
- 養親
  - 養父、養母
- 親の配偶者（実親でない者）
  - 継親、継父、継母[5]

## 配偶者の親
配偶者の親は義親の一種であり、他の義親と区別する場合には、義親のうち男性（父親）を舅（しゅうと）または岳父（がくふ）、女性（母親）を姑（しゅうと、しゅうとめ）または丈母（じょうぼ）、岳母（がくぼ）。自身より年少の場合もある。
民法上は、配偶者（内縁、事実婚を除く）の実親は、本人からみて親族であり、姻族である。
配偶者が死亡しても姻族であり続けるが、姻族関係終了届を提出することで解消することができる。
姑と嫁は対立関係に陥りやすく、古くから嫁姑問題として代表的な家庭不和の一つとされてきた。1960年（昭和35年）の流行語には、若い女性の結婚の条件「家つき、カーつき、ババア抜き」というものがあった。

## 養親
養子縁組をした場合の養親（養い親）も義親の一種である。他の義親と区別する場合には養父（ようふ）、養母（ようぼ）という表現が用いられる。
民法上の養子縁組をするためには血縁関係は直接関係ないが、養子縁組の届出をしていない事実上の養親・養子関係もあり、また、法律上・事実上にかかわらず血縁関係が無い場合も多いため、養親・養子関係を「義理の父親、義理の母親」のように一般的に呼ぶ場合もある。

### 養子縁組と民法
民法上の養子縁組をすると、養親と養子（本人）との間、および養親の血族と養子との関係は血族に擬制される（法定血族）。よって、養親の血族および姻族は、自動的に養子の血族および姻族となる。ただし、養親と、養子の元の血族との関係は法定血族とはならない。また、養子縁組より後に出生した養子の子は養親の法定血族となる。これに対し養子縁組より前に出生していた養子の子は直ちに養親の法定血族とはならない。
普通養子縁組では実親との関係は解消されない。よって、実親またはその被相続人からの相続人、および養親またはその被相続人からの相続人の両方になり得る。これに対し、家庭裁判所の審判が必要な特別養子縁組では、実親との関係が終了するため、養親またはその被相続人からの相続人にだけなり得る。
普通養子縁組は、離縁の家庭裁判所による許可を経て、役場への届け出により任意の時点で終了させることができる。ただし、離縁が養親の死亡後である場合は、離縁後も引き続き養親の相続人たり得る。一方で、養親の被相続人からの相続権、および養親の親族への扶養義務は離縁により当然に消滅する。

## 親の配偶者（再婚相手など）
親の配偶者のうち実親でない者、すなわち継親（再婚相手など）も義親の一種である。他の義親と区別する場合には継父（けいふ、ままちち）、継母（けいぼ、ままはは）という表現が使われる。
この場合、子が未成年など親元から独立していない場合に限って、親の現在の配偶者を継親、継父、継母と呼ぶ場合が多い。子が既に独立している場合は、実際に養育を受けた実親以外の親の配偶者に限って継親、継父、継母と呼び、養育を受けていない場合には、単に義親、義父、義母と呼ばれる場合が多い。既に婚姻が解消されている場合には、養子縁組をしていない限り親族ではない。
民法上は、親の配偶者は、実親を除いて、子からみると親族であり、姻族である。（ただし、養子縁組をした場合はこの限りでない）

### 継子（連れ子）
配偶者の子のうち実子でない者を、継子（けいし、ままこ）または連れ子（つれこ、つれご）と呼ぶ。
この場合も、子が未成年など親元から独立していない場合に限って、現在の配偶者の子のうち実子でない者を継子と呼ぶ場合が多い。子が既に独立している場合は、実際に養育した実子以外の配偶者の子に限って継子と呼び、養育していない場合には、単に義理の子供のように呼ばれる場合が多い。既に婚姻が解消されている場合には、養子縁組をしていない限り親族ではない。
民法上は、配偶者の子は、実子を除いて、本人から見ると親族であり、姻族である。（ただし、養子縁組をした場合はこの限りでない）

### 連れ子同士
本人と配偶者との双方に、互いに実子でない連れ子がいる場合、その連れ子同士の関係は、養子縁組をしていない限り親族ではない。これは、配偶者の血族および血族の配偶者だけを姻族とする民法の規定による。すなわち、一方の連れ子から見てその実親の配偶者は血族の配偶者であるため姻族に当たるが、当該配偶者の子は、一方の連れ子から見ると、血族の配偶者の血族であるため、姻族ではなく親族ではない。
未成年などの子は連れ子同士で継親と同居して養育されることもよくあるが、民法上は、連れ子同士は親族ではなく、一方の親および実子と、もう一方の親および実子の姻族同士が同居しているに過ぎない。そのため、継親と継子の間には、原則として親権、監護権、扶養義務関係や相続関係は生じず、親権、監護権と相続関係は実親と実子の間においてだけ生ずる。また、親と継親の婚姻の解消により、継親と継子の親族関係も民法上は終了する。
そのため、連れ子同士の婚姻は、世間体や他の家族の意見は別段として、民法上は、他人同士の婚姻であり、適法に婚姻する事ができる。これは親と継親の婚姻関係には何ら影響されない。

#### 連れ子と実子の関係
これに対し、本人と配偶者との間との間に出生した実子は、本人および配偶者のそれぞれの連れ子との関係では、当然に親族であり、血族となる。
民法上は、半血の兄弟姉妹（異父母兄弟姉妹）と全血の兄弟姉妹との間で、親族の範囲の取り扱いに差異はなく、親等も2親等である。ただし、半血の兄弟姉妹の法定相続分は、原則として全血の兄弟姉妹の半分となる（民900条）。
養子縁組の場合と同じように、実子の存在によって当然に連れ子同士が親族となることはない。また、自然血族であるため、離縁などによる解消はできない。

### 継父母の排他的行動
ウィリアム・ドナルド・ハミルトンの血縁選択説によれば、非血縁者間には利他的行動が生じにくく、実子がいれば継子に優先するのは当然のようにも思える。しかし、実子の有無に関わらず、血縁の認知が継父母・継子間の親子感情の惹起を阻む訳でもない。
歴史の上でも、春秋時代の晋の文公のように継母に酷い目に遭わされた例がある一方で、毛利元就のように継母を自分の育ての親であるとして生涯にわたり敬愛し続けた例もある。

### 連れ子の姓と相続権
親が子を連れて結婚または再婚をする場合、親はそれまで子と共にあった戸籍から抜けて、新しい配偶者との間に新たな戸籍を作成する。その際、子はそれまでの戸籍に残ったままなので、子の姓もそのまま変わらない。したがって連れ子は、実親・義親の戸籍に連ならないばかりか、その姓まで実親・義親のそれとは異なったものとなり、さらには義親の遺産相続権もないという状態になる。連れ子を実親と義親の戸籍に入れて姓を同じにし、遺産相続権を付与するためには、連れ子と義親との間にも別個に養子縁組をする必要がある。